# Phylacozetes quadridentatus
Phylacozetes quadridentatus är en kvalsterart som beskrevs av Sandór Mahunka 1985. Phylacozetes quadridentatus ingår i släktet Phylacozetes och familjen Microzetidae. Inga underarter finns listade i Catalogue of Life.